# Détecteur infrarouge
Pour les articles homonymes, voir détecteur.
 (juillet 2024).
Si vous disposez d'ouvrages ou d'articles de référence ou si vous connaissez des sites web de qualité traitant du thème abordé ici, merci de compléter l'article en donnant les références utiles à sa vérifiabilité et en les liant à la section « Notes et références ».

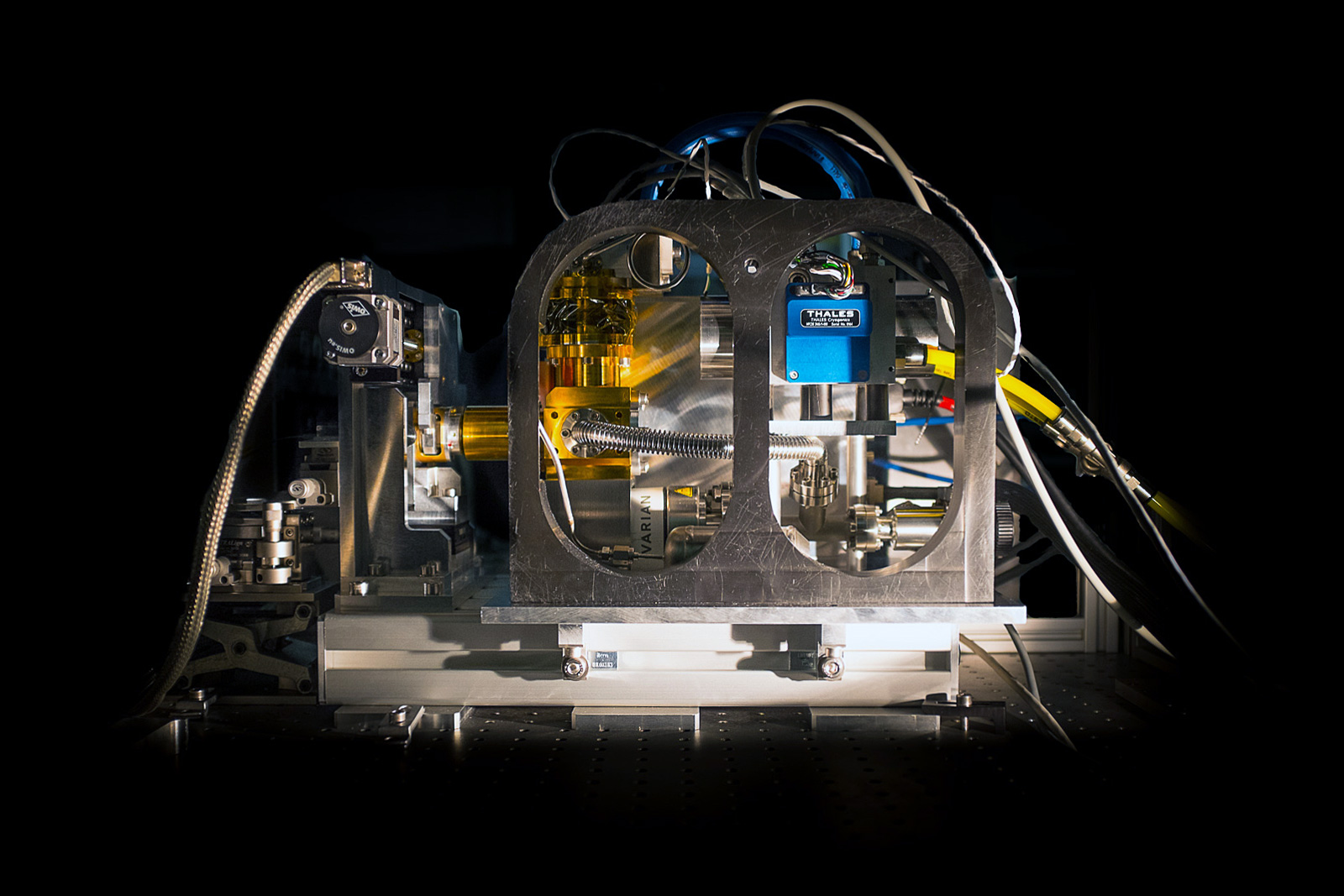
Prototype du détecteur infrarouge à grande vitesse RAPID (plusieurs milliers d'images par seconde), installé sur l'instrument PIONIER.

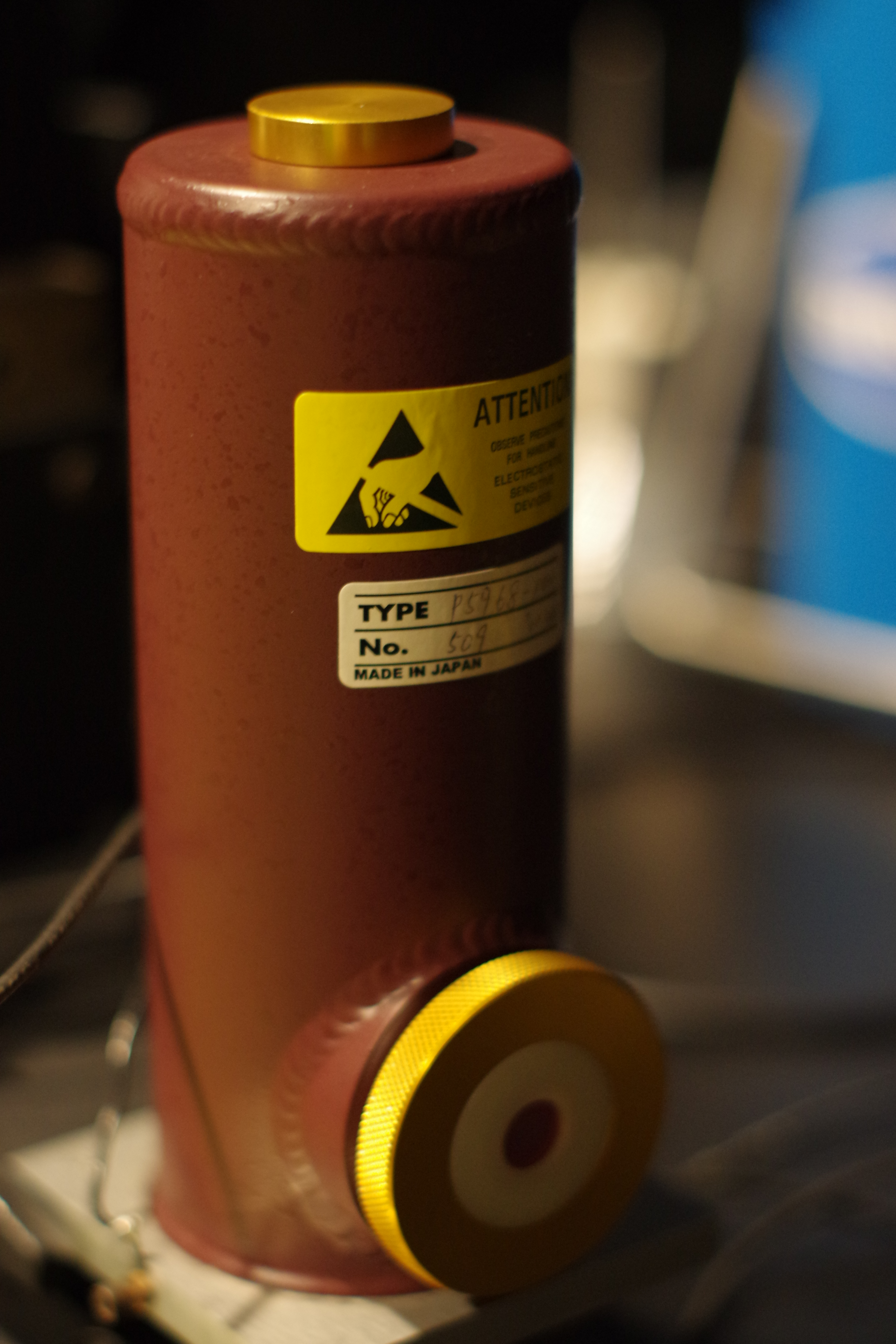
Exemple de détecteur infrarouge.

Un détecteur infrarouge est un détecteur réagissant à un rayonnement infrarouge (IR). Il peut être de deux types : thermodétecteur ou photodétecteur.

## Types
On distingue deux types de détecteurs infrarouge : les thermodétecteurs et les photodétecteurs.

### Thermodétecteurs
Les thermodétecteurs réagissent à un changement de température par la variation d'une de leurs propriétés physiques : résistance électrique (bolomètre), thermoélectricité (thermocouple, thermopile), pyroélectricité, charge de surface-capacité, dilatation thermique (cellule de Golay)...

### Photodétecteurs
Les photodétecteurs fonctionnent par absorption de photons infrarouge et par photogénération de porteurs de charge (effet photovoltaïque ou photoconducteur) créant un excès de courant dans le matériau (photocourant).
Les principaux photodétecteurs sont les photodiodes PN (principalement en tellurure de mercure-cadmium - HgCdTe), les photodiodes PIN à hétérojonction de type II, à base d'antimoine, les photodétecteurs infrarouges à puits quantiques (en anglais : quantum well infrared photodetector (QWIP)) et les photodétecteurs infrarouges à boîtes quantiques (en anglais : quantum dot infrared photodetector (QDIP)).

### Avantages et inconvénients
Si la sensibilité et le temps de réponse de photodétecteurs sont meilleures que celles des thermodétecteurs, ainsi que pour les premiers la possibilité de détecter simultanément de multiples longueurs d'onde, les photodétecteurs nécessitent en général d'être refroidis à des températures cryogéniques à cause du bruit thermique.

## Exemples
|                                            | Type            | Gamme spectrale (μm) | Nombre d'onde (cm-1) |
| ------------------------------------------ | --------------- | -------------------- | -------------------- |
| Arséniure d'indium-gallium (InGaAs)        | photodiode      | 0,7-2,6              | 14300-3800           |
| Germanium                                  | photodiode      | 0,8-1,7              | 12500-5900           |
| Sulfure de plomb (PbS)                     | photoconducteur | 1-3,2                | 10000-3100           |
| Séléniure de plomb (PbSe)                  | photoconducteur | 1,5-5,2              | 6700-1900            |
| Antimoniure d'indium (InSb)                | photoconducteur | 1-6,7                | 10000-1500           |
| Arséniure d'indium (InAs)                  | photovoltaïque  | 1-3,8                | 10000-2600           |
| Siliciure de platine (en) (PtSi)           | photovoltaïque  | 1-5                  | 10000-2000           |
| Antimoniure d'indium (InSb)                | photodiode      | 1-5,5                | 10000-1800           |
| Tellurure de mercure-cadmium (MCT, HgCdTe) | photoconducteur | 0,8-25               | 12500-400            |
| Tellurure de mercure-zinc (MZT, HgZnTe)    | photoconducteur |                      |                      |
| Tantalate de lithium (LiTaO3)              | pyroélectrique  |                      |                      |
| Sulfate de triglycine (en) (TGS et DTGS)   | pyroélectrique  |                      |                      |

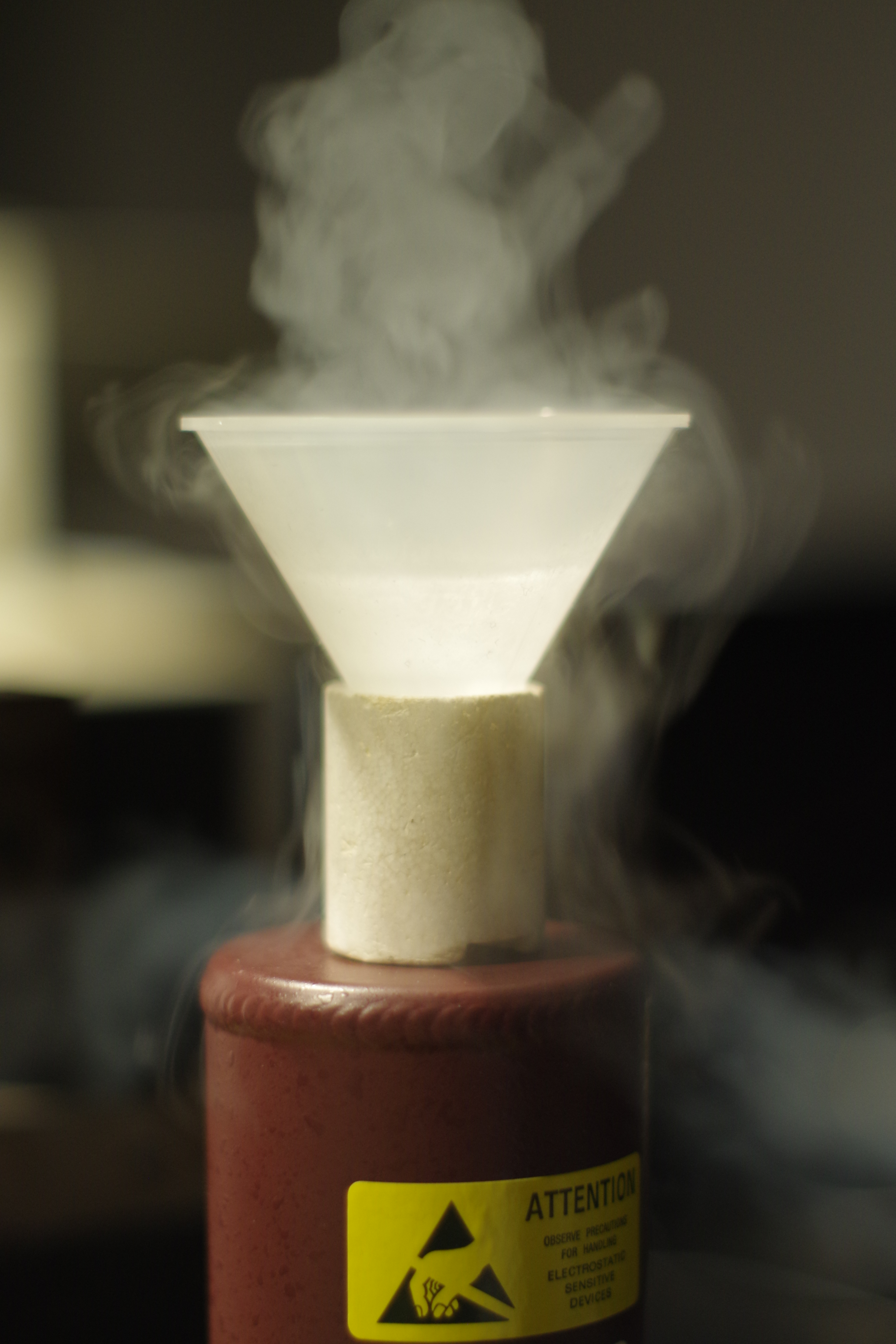
Refroidissement à l'azote liquide.

La gamme spectrale des détecteurs pyroélectriques ne dépend que des matériaux utilisés pour l'ouverture vers le détecteur. Le pentoxyde de vanadium est souvent utilisé comme détecteur dans les microbolomètres non refroidis.